# Hogna leprieuri
Hogna leprieuri là một loài nhện trong họ Lycosidae.
Loài này thuộc chi Hogna. Hogna leprieuri được Eugène Simon miêu tả năm 1876.